# Taijiro Mori
Taijiro Mori (født 8. december 1991) er en japansk tidligere professionel fodboldspiller.
Han har spillet for flere forskellige klubber i sin karriere, herunder Kataller Toyama.